# جامعه‌شناسی سیاسی

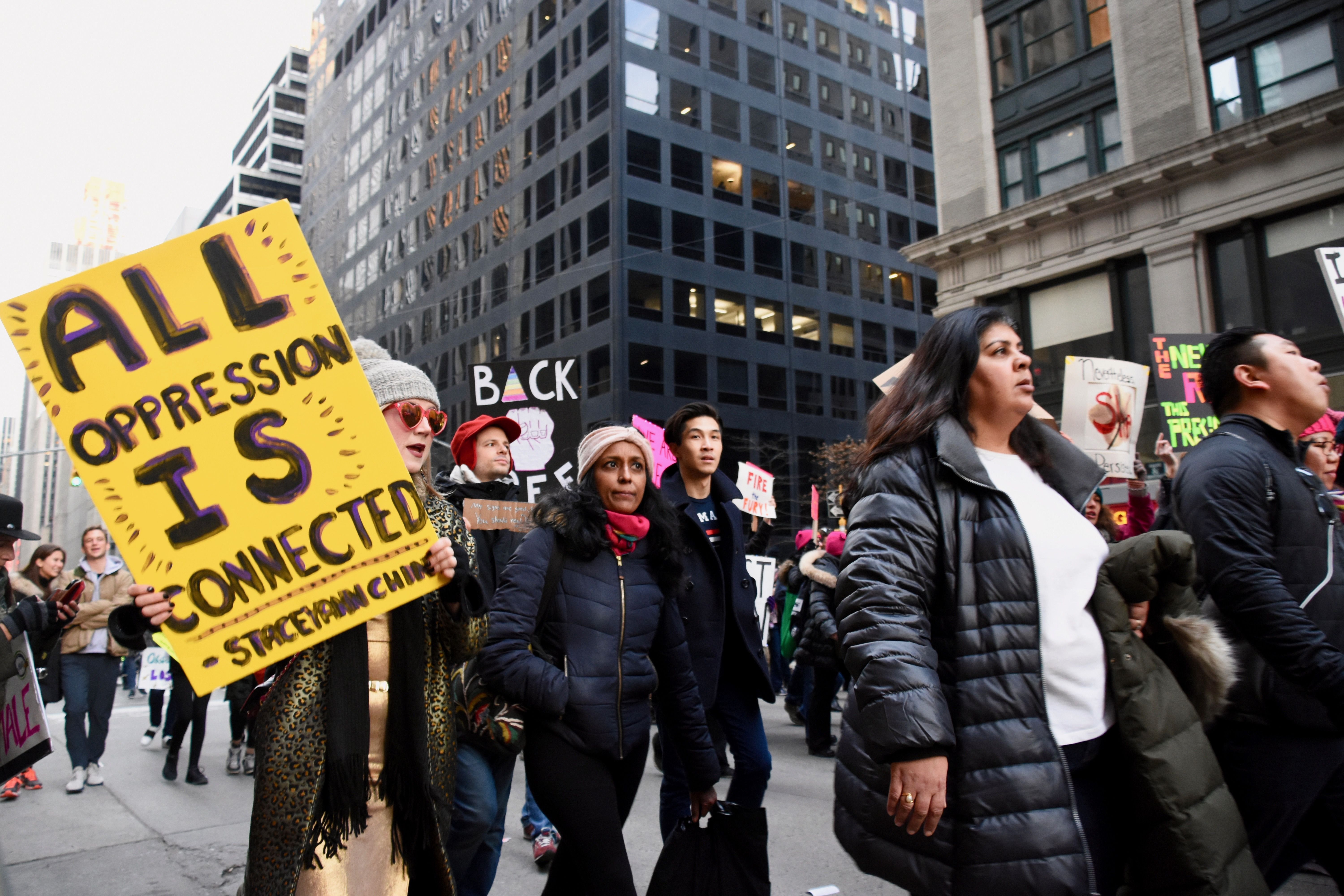
راهپیمایی سیاسی به عنوان یک حرکت اجتماعی

کنش سیاسی، علمی است که به تحلیل پدیده‌های سیاسی از منظر جامعه‌شناختی می‌پردازد و از علوم میان رشته‌ای مرتبط با علوم سیاسی و جامعه‌شناسی است. بررسی رابطه میان جامعه، نیروها و گروه‌های اجتماعی و ساختار قدرت سیاسی از موضوعات عمده این رشته‌ است.
جامعه‌شناسی سیاسی از پیوند جامعه‌شناسی و سیاست متولد شده‌است، و برای درک آن لازم است جامعه و سیاست را جداگانه فهم کنیم و سپس جامعه‌شناسی سیاسی را تعریف کنیم.
تقسیم‌بندی‌های سنتی جامعه‌شناسی سیاسی از نظر سنتی چهار زمینهٔ تحقیق در این علم وجود دارد:
1. ساختار سیاسی اجتماعی حکومتی مدرن
2. چه کسی حاکمیت می‌کند؟ طبقات اجتماعی شامل جنس، نژاد و غیره چگونه بر روی سیاست تأثیر می‌گذارد.
3. عقاید و نقطه نظرات عمومی، شخصیت‌ها، حرکت‌های اجتماعی و روندهای خارج از نهادهای رسمی قدرت سیاسی بر روی سیاست رسمی تأثیر می‌گذارد.
4. روابط قدرت در داخل گروه‌های اجتماعی و میان این گروه‌ها شامل خانواده‌ها، محیط کار، دیوان‌سالاری، رسانه‌ها و [null غیره]...[۱]

## جامعه و سیاست
جامعه را می‌توان گروه‌بندی متمایز و به هم پیوسته‌ای از افراد انسانی دانست، که در مجاورت یکدیگر زندگی می‌کنند، و رفتارشان با عادات، هنجارها و اعتقادات مشترک فراوانی مشخص می‌شود؛ که آن را از گروه‌بندی‌های انسانی دیگر که عادات، هنجارها و اعتقادات آشکارا متفاوتی دارند متمایز می‌کند. اصطلاح جامعه‌شناسی را نخستین بار اگوست کنت فیلسوف و متفکر فرانسوی، در قرن نوزدهم برای مشخص کردن علم مربوط به جامعه به کار برد. متفکران پیش از وی برای نام گذاری این علم از اصطلاح «فیزیک اجتماعی» استفاده می‌کردند. جامعه‌شناسی شناخت منشأ تکامل، ساختار و کار ویژه‌های گروه‌های اجتماعی، شکل‌های آن ها، قوانین، آداب و رسوم، شیوه‌های زندگی، اندیشه و عمل و مشارکت آن‌ها در فرهنگ و تمدن بشری است؛ و می‌کوشد اصول عام پدیده‌ها و روابط اجتماعی را کشف کند، و قوانین دگرگونی و رشد جامعه را بر پا دارد. واحد تحلیل در جامعه‌شناسی، جامعه است با این خصیصه که، جامعه پدیدهای مجزا، دارای انسجام درونی و خود سامان بخش است.
دانش‌واژه سیاست در مقابل واژه انگلیسی policy به کار می‌رود، و خود از واژه یونانی polis به معنای شهر گرفته شده‌است. سیاست یکی از پیچیده‌ترین مفاهیمی است که در حوزهٔ علوم اجتماعی مطرح می‌باشد. از سیاست تعریف‌های بسیاری شده، مثلاً: سیاست، حل تضادهای انسان هاست؛ سیاست، هنر استفاده از امکانات است؛ مبارزه برای کسب قدرت است؛ توزیع آمرانه ارزش‌ها است. اما شاید یک تعریف فراگیر از سیاست این باشد که: سیاست، رهبری صلح آمیز یا غیر صلح آمیز روابط میان افراد، گروه‌ها، و احزاب (نیروهای اجتماعی) و کارهای حکومتی در داخل یک کشور و روابط یک دولت با دولت‌های دیگر در عرصه جهانی است. قدرت موضوع اساسی سیاست محسوب می‌شود.

## تعریف
موضوع اصلی جامعه‌شناسی سیاسی، بررسی رابطهٔ میان دولت، قدرت سیاسی و قدرت دولتی از یک سو و جامعه و قدرت اجتماعی یا نیروهای اجتماعی از سوی دیگر است و هم چنین موضوع جامعه‌شناسی سیاسی شامل توضیح جایگاه دولت در درون شبکهٔ پیچیدهٔ علایق و منافع اجتماعی و اقتصادی و روابط حاصل از آن است.
جامعه‌شناسی سیاسی را می‌توان، کوششی فکری برای توضیح و تبین پدیده‌ها، رفتارها و ساخت های سیاسی به وسیلهٔ عوامل اقتصادی، فرهنگی و اجتماعی دانست.
جامعه‌شناسی سیاسی پویش‌های سیاسی را با رویکرد جامعه شناسانه مورد تجزیه و تحلیل قرار می‌دهد، و به جنبهٔ پویایی رفتار سیاسی که متأثر از پویش‌های اجتماعی است، مثل همکاری، رقابت، ستیز، تحرک اجتماعی، عقیده عمومی، انتقال قدرت در بین گروه‌ها و بالاخره کلیه پویش‌هایی که به نحوی در رفتار سیاسی مؤثر باشند، توجه دارد. اساساً جامعه‌شناسی سیاسی می‌کوشد پیوندهای میان جامعه و سیاست را مطالعه کند، و با تحلیل رابطه بین ساختارهای اجتماعی و ساختارهای سیاسی، و بین رفتار اجتماعی و رفتار سیاسی، سیاست را در زمینهٔ اجتماعی آن قرار دهد.
به اعتبار آن که جامعه‌شناسی سیاسی رابطه میان جامعه و دولت را با نگاهی تحلیلی مورد بررسی قرار می‌دهد، وظیفهٔ آن فهم رابطه میان جامعه، اقتصاد و دولت است.

### تفاوت جامعه‌شناسی سیاسی و علم سیاست
وظیفهٔ جامعه‌شناسی سیاسی، بررسی و تبین رابطهٔ سیاست و جامعه، رابطهٔ بین نهادهای اجتماعی و سیاسی و رابطهٔ بین رفتار اجتماعی و سیاسی است؛ بنابراین جامعه‌شناسی سیاسی نگرشی است از «پایین به بالا»، یعنی بیشتر، تأثیرات جامعه بر سیاست را بررسی می‌کند، ولی علم سیاست نگرشی از «بالا به پایین» دارد، به این معنا که بیشتر، به بررسی ساختار قدرت و فرایند سیاست و تصمیم‌گیری و تأثیرات آن‌ها بر روابط اجتماعی می‌پردازد. بر این اساس، رابطهٔ جامعه نسبت به دولت در ذیل مفهوم «تعیین کنندگی» قابل بررسی است، نه تحت عنوان «اعمال قدرت»، چون جامعه و نیروهای اجتماعی از یک نظر به عنوان بستر و زمینهٔ دولت، حدود و ماهیت آن را تعیین می‌کنند. در واقع حکام سیاسی به عنوان بخشی از جامعه تحت تأثیر ویژگی‌های اقتصادی، اجتماعی و فرهنگی جامعهٔ خود عمل می‌کنند. به‌طور کلی می‌توان گفت جامعه‌شناسی سیاسی نه به چگونگی اعمال قدرت بلکه به مبانی اجتماعی قدرت سیاسی می‌پردازد.

## گرایش‌های عمده
گرایش رفتاری که از آن به عنوان «رفتارشناسی سیاسی» نیز یاد می‌شود، بررسی و توضیح رفتارهای سیاسی فرد در هر حوزه از کل جامعهٔ سیاسی، موضوع اصلی آن را تشکیل می‌دهد.
گرایش تأثیر نیروهای اجتماعی بر زندگی سیاسی: این گرایش به بررسی روابط میان دولت و جامعه به عنوان حوزه‌ای که در آن زندگی سیاسی به معنای واقعی و ملموس آن جریان دارد مدد می‌رساند، و عملکرد و تأثیرات تعین‌کننده‌ای گروه‌ها و نیروهای اجتماعی بر وجوه گوناگون حیات سیاسی را بررسی می‌کند.
گرایش ساختاری: این نگرش به تأثیر ساخت های اقتصادی، اجتماعی و فرهنگی بر روی ساخت سیاسی نظر دارد.

## بنیانگذاران
جامعه‌شناسی سیاسی با نام متفکرانی هم چون آگوست کنت، امیل دورکیم، تالکوت پارسونز، ویلفردو پارتو، آنتونیو گرامشی و بسیاری دیگر گره خورده‌است ولی جا دارد بگوییم کارل مارکس و ماکس وبر، بیش از هر کس دیگری حق دارند بنیان‌گذار جامعه‌شناسی سیاسی لقب داده شوند. مارکس و وبر پایه‌گذاران دو سنت مهم در جامعه‌شناسی محسوب می‌شوند.

### سنت مارکسیستی
مارکس معتقد است طبیعت هر جامعه به شیوهٔ تولید مسلط بر آن جامعه بستگی دارد. این شیوهٔ تولید رابطهٔ بین افراد، گروه‌ها، اندیشه‌ها و ارزش‌های مسلط در آن جامعه را تعیین می‌کند. بر اساس نظریات مارکس کار و سرمایه با هم در تضاد هستند، به تبع آن سرمایه‌دار و کارگر هم با هم در تضاد و مبارزه‌اند؛ این امر منشأ ایجاد طبقه و گروه اجتماعی می‌شود، در نتیجه اقتصاد زیر بنا است و بر اساس آن همه چیز از جمله طبقه، قانون، سیاست، حقوق و سایر مفاهیم شکل می‌گیرد.
اساس نظریهٔ جامعه‌شناسی سیاسی مارکس ، بر مبارزهٔ طبقاتی است، بر اساس نظر او طبقه یا طبقات فرودست در جامعه سرانجام با مبارزه و تضاد، اندیشه‌ها و ارزش‌های طبقهٔ حاکم را رد می‌کنند، و اندیشه‌ها و ارزش‌های خود را جایگزین می‌کنند. نبرد یا تضاد طبقاتی عمدتاً از دو طبقهٔ صاحب ابزار تولید و تولیدکنندگان فاقد ابزار تولید تشکیل می‌شود. بر اساس نبرد طبقاتی و شیوهٔ تولید، مارکسیسم برای زندگی بشری پنج مرحله را در نظر می‌گیرد که شامل کمون اولیه، برده داری، فئودالیسم، بورژوازی یا نظام سرمایه‌داری و سرانجام سوسیالیسم منجر به کمونیسم می‌شود. در اندیشهٔ مارکسیسم دولت مظهر آشتی ناپذیری و تضاد طبقاتی است. دولت تشکیلاتی است که با استفاده از تمام امکانات خود، به انقیاد طبقهٔ محکوم در قبال طبقهٔ واجد ابزار تولید و سلطه می‌پردازد.
بر اساس نظریهٔ مارکسیستی، موضوع جامعه‌شناسی سیاسی، بررسی رابطهٔ دولت با ساخت طبقات اجتماعی است. از آن جا که در نگرش مارکسیستی با فراز و فرودهای خاص خود، روابط اقتصادی تعیین‌کنندهٔ همه سطوح حیات اجتماعی و سیاسی است؛ باید گفت که لزوم برخورداری دولت از یک موقعیت مرکزی در تحلیل مارکسیستی به هیچ وجه مسلم و بدیهی نیست. از منظر مارکسیسم دولت یک «روبنا» است که ماهیت آن کاملاً به وسیلهٔ تغییر در اساس یا زیربنای اقتصادی جامعه تعیین می‌گردد.

### سنت وبری
استقلال عرصه سیاسی در سطح دولت، موضوع محوری جامعه‌شناسی ماکس وبر است. در حقیقت اندیشه‌های ماکس وبر در مورد موضوع استقلال دولت، ضد مارکسیستی است. وبر به عنوان یک اندیشمند لیبرال که متعهد به دفاع از آزادی فردی بود، آثارش را در مخالفت با جبر اقتصادی مارکس تدوین نمود. وبر دولت را قدرتمندترین نهاد در جامعهٔ مدرن می‌دانست، و برای این مدعا همین بس که او معتقد است، دولت از انحصار مشروع زور در یک سرزمین برخوردار است.
به اعتقاد وبر رابطه میان حکم و اطاعت مردم از حاکم  اگر ناشی از کنش عقلانی و هدفمند باشد، سلطه بوروکراتیک و قانونی شکل می‌گیرد و اگر رابطه حکم و اطاعت مبتنی بر عاطفه و ارادت شخصی باشد، سلطه کاریزمایی شکل می‌گیرد، و از رابطه حکم و اطاعت که مبتنی بر سنت‌ها است سلطه یا سیاست سنتی شکل می‌گیرد؛ بنابراین موضوع جامعه‌شناسی سیاسی ماکس وبر بررسی انواع اصلی سیاست یا سلطه سیاسی است.

### رویکردهای جدید
جامعه‌شناسی سیاسی در مفهوم رایج و کلاسیک آن روابط حکومت و جامعه را در محدودهٔ دولت ملی مدرن بررسی می‌کند. واحد تحلیل جامعه‌شناسی کلاسیک، جامعه‌ای است که حول محور دولت-ملت سازمان یافته؛ اما با گسترش فرایند جهانی شدن، و تضعیف دولت ملی، دامنه، عرصه و موضوعات و در نتیجه نگرش‌های مسلط در جامعه‌شناسی سیاسی، دستخوش تحولات عمده و اساسی شده‌است. جامعه‌شناسی سیاسی جدید، نگاه نوع کلاسیک خود را که محور آن مطالعهٔ جامعه بر اساس دولت-ملت باشد، را ناقص می‌داند. زیرا جهانی شدن عرصه‌های اقتصاد، سیاست و فرهنگ بدان معناست که اکنون قدرت دولت-ملت در بعضی از زمینه‌ها تا حد زیادی تضعیف شده و از کانون بحث خارج شده‌است. بر این اساس در حال حاضر یک «تغییر پارادایم» در جامعه‌شناسی سیاسی رخ داده‌است، به‌طوری‌که این رشته، از مدل دولت محور و طبقاتی مشارکت یا عدم مشارکت سیاسی دور شده و به طرف درک جدیدی از سیاست به مثابه پدیده‌هایی که در همهٔ تجربیات اجتماعی حضور دارد، حرکت نموده‌است.